# 中国人民政治协商会议第十届全国委员会各专门委员会
中国人民政治协商会议第十届全国委员会各专门委员会是中国人民政治协商会议第十届全国委员会设立的专门委员会，主任、副主任名单由中国人民政治协商会议第十届全国委员会常务委员会会议通过，委员名单由主席会议通过，任期由2003年3月至2008年3月。
2003年3月15日中国人民政治协商会议第十届全国委员会常务委员会第一次会议通过《中国人民政治协商会议第十届全国委员会常务委员会关于设置专门委员会的决定》，决定中国人民政治协商会议第十届全国委员会设置9个专门委员会：提案委员会、经济委员会、人口资源环境委员会、教科文卫体委员会、社会和法制委员会、民族和宗教委员会、港澳台侨委员会、外事委员会、文史资料委员会。
2003年3月14日中国人民政治协商会议第十届全国委员会第一次主席会议通过中国人民政治协商会议第十届全国委员会各专门委员会委员名单（520名）。2003年3月15日中国人民政治协商会议第十届全国委员会常务委员会第一次会议通过中国人民政治协商会议第十届全国委员会各专门委员会主任、副主任名单（122名）。
2005年2月23日中国人民政治协商会议第十届全国委员会第二十次主席会议通过专门委员会委员增补和调整名单。
2005年2月28日中国人民政治协商会议第十届全国委员会常务委员会第八次会议任命和增补部分专门委员会主任、副主任，将文史资料委员会调整为文史和学习委员会。
2006年3月12日中国人民政治协商会议第十届全国委员会常务委员会第十三次会议通过专门委员会副主任增补名单（6人）。
2006年10月16日中国人民政治协商会议第十届全国委员会常务委员会第十五次会议通过专门委员会副主任增补名单（1人）。
2007年2月28日中国人民政治协商会议第十届全国委员会常务委员会第十六次会议通过专门委员会副主任增补名单（5人）。

## 提案委员会
2003年3月15日通过主任、副主任12名：
- 主任：傅杰
- 副主任（按姓氏笔画排序）：朱培康、杨振杰、宋宝瑞、张工、张岳琦、郑社奎、范宝俊、俞泽猷、贾军、高强、倪豪梅（女）[4]

2003年3月14日通过委员45名：
- 委员（按姓氏笔画排序）：王惠通、方智远、田瑞璋、冯巩、冯淬（女）、朱焘、朱树豪、朱锦林、朱新均、朱增泉、李子彬、杨孙西、邱国义、何丕洁、何慧娴（女）、余振贵（回族）、宋春华、张化本、张龙之、张华军、张鹤镛、陈兰通、陈贵州、陈益群、周天顺、周远清、周晋峰、赵士英、赵光华、郝文明（满族）、夏家骏（土家族）、徐心华、徐永光、徐玉麟、殷大奎、高文远、唐克美（女）、唐树杰、梁华、阎纯德、蒋秋霞（女）、傅志煌、鲍培德、熊大方、滕进贤[3]

2005年2月23日增补：
- 委员：张德邻[6]

调整：
- 委员：余振贵（回族）、夏家骏（土家族）由提案委员会委员调整为民族和宗教委员会委员[6]

2005年2月28日增补：
- 副主任：朱树豪、张德邻、傅志煌[7]

2007年2月28日增补：
- 副主任：王占[10]

## 经济委员会
2003年3月15日通过主任、副主任15名：
- 主任：刘仲藜
- 副主任（按姓氏笔画排序）：石万鹏、厉以宁、叶连松、刘立清、刘永好、刘廷焕、吴敬琏、陈耀先、陈耀邦、邵奇惠、郑家纯、段应碧、洪绂曾、程安东[4]

2003年3月14日通过委员62名：
- 委员（按姓氏笔画排序）：马永伟、王玉锁、王志宝、王武龙、王秦平、王基铭、朱登山、任运良、刘海燕、孙安民、孙树义、纪明波、寿嘉华（女）、杜钰洲（满族）、李志民、李居昌、李晓林、杨邦杰、杨贤足、杨树德、杨崇春、肖万钧、肖贞堂、吴光宇、吴耀文、邱立成、何林祥、何界生（女）、佟常印、宋瑞祥、张光瑞、张卓元、陆江、陈峰、陈明德、陈晓颖（女）、陈清泰、武春河、范西成、林毅夫、周明臣、周德强、赵希正、赵春明、段永基、洪敬南、袁振宇、徐鸿道、徐德明（满族）、殷介炎、高安泽、唐大智（女）、康义、梁季阳、梁燕君（女）、董文标、韩伟、傅立民、谢松林、蔡庆华、潘蓓蕾（女，高山族）、穆麒茹（女）[3]

2005年2月23日增补：
- 委员：马明哲、王洛林、李德成、张祥、张宏伟、黄方毅、阎海旺、颜延龄[6]

2005年2月28日增补：
- 副主任：王洛林、陈清泰、林毅夫、阎海旺、颜延龄[7]

2006年3月12日增补：
- 副主任：范西成[8]

## 人口资源环境委员会
2003年3月15日通过主任、副主任14名：
- 主任：陈邦柱
- 副主任（按姓氏笔画排序）：马国良、王克英、叶青、江泽慧（女）、刘成果、李伟雄、杨魁孚、张洽、张人为、张宝明、张榕明（女）、陈洲其、温克刚[4]

2003年3月14日通过委员64名：
- 委员（按姓氏笔画排序）：卜漱和（女）、马福、王东、王心芳、王光谦、王禹民、王弭力（女）、王家柱、王福中、王曙光、牛文元、叶文虎、朱光武、刘于鹤、刘衍泉、孙钢、李士忠、李安民、李良辉、李昌鉴、李烈荣、李善同（女）、李慈君（女）、杨岐、肖燕军（女）、吴晓青（满族）、何升韬、邹玉川、汪纪戎（女）、沈国舫、张红武、张宝文、张新时、张赛娥（女）、张德楠、陆延昌、陈子华、林而达、罗冰生、金祥文、郄秀书（女）、郑一军、赵汉钟、赵忠祥、赵宝江、赵新先、茹克、秦大河、聂振邦、索丽生、倪晋仁、徐是雄、唐守正、黄炎、黄大卫、黄荣辉、梁从诫、彭嘉柔（女）、蔡国雄、漆林、谭庆琏、黎安田、潘贵玉（女）、薛荣哲[3]

2005年2月23日增补：
- 委员：甘宇平、吕飞杰、李宝芳（女）、何光暐、郑斯林、蒋丽芸（女）、鲁志强、曾庆存[6]

2005年2月28日增补：
- 副主任：何光暐、郑斯林[7]

2007年2月28日增补：
- 副主任：王广宪、李金明[10]

## 教科文卫体委员会
2003年3月15日通过主任、副主任15名：
- 主任：刘忠德
- 副主任（按姓氏笔画排序）：于友先、韦钰（女，壮族）、方祖岐、孙隆椿、杨伟光、宋金升、张发强、赵喜明、徐善衍、栾恩杰（满族）、覃志刚（壮族）、傅庚辰（满族）、翟泰丰、蔡睿贤[4]

2003年3月14日通过委员92名：
- 委员（按姓氏笔画排序）：于文明、王大中、王成喜、王次炤、王明明、王铁成、王景川、王渝生、王德炳、文喆、邓亚萍（女）、甘子钊、甘英烈、左铁镛、龙致贤、叶少兰、田麦久、田爱习、尼玛泽仁（藏族）、曲维枝（女）、朱庆生、朱宗涵、邬贺铨、刘钝、刘敏（女）、刘长铭、刘迎龙、刘建中、孙丽英（女，满族）、李未、李羚（女）、李双江、李立明、李国章、李济生、李炳华、李维康（女）、杨力舟、吴以岭、吴良好、吴明熹、吴祖强、吴雁泽、何惠宇、佘靖（女）、沈士团、沈仁干、沈德忠、宋祖英（女，苗族）、迟宝荣（女）、张健、张今强、张立贵、张会军、张杰庭、张国初、张忠辉、张登义、陈铎、陈文博、陈佳洱、陈晓光、罗爱伦（女）、金曼（女，朝鲜族）、郑必坚、郑质英、郑筱萸、单霁翔、赵志祥、胡启恒（女）、洪祖杭、姚乃礼、袁贵仁、夏国洪、倪萍（女）、徐德骁、高润霖、郭传杰、黄大昉、董协良、董志伟、韩真发、傅世垣、焦文俊、谢炳、谢维和、雷蕾（女，满族）、褚平、蔡国斌、蔡冠深、潘公凯、瞿振元[3]

2005年2月23日增补：
- 委员：王巨才、张文康、陈红（女）、陈醉、陈清泉、袁伟民、徐锡安、黄宏[6]

2005年2月28日增补：
- 副主任：王巨才、张文康、袁伟民[7]

2006年10月16日增补：
- 副主任：方兆祥[9]

## 社会和法制委员会
2003年3月15日通过主任、副主任14名：
- 主任：李其炎
- 副主任（按姓氏笔画排序）：王建伦（女）、江蓝生（女）、朱治宏、刘家琛、祁培文、李奇生、肖建章、张绪武、周子玉、赵登举、曹克明、萧灼基、谭耀宗[4]

2003年3月14日通过委员64名：
- 委员（按姓氏笔画排序）：于生龙、于泽荣、万鄂湘、卫建林、王征、王书平、王立忠、王伟华、王宪章、王景荣、王瑞璞、卞耀武、左连璧、石汉基、卢天骄（女）、叶亮、叶维祯（女）、田期玉、田鹤年、付彦（女）、朱佳木、朱恩涛、刘是龙、刘新成、齐景发、许荣茂、许智明、孙怀山、李永安、李永海、李贤义、李宝库、杨海坤、吴伯明、应文华、宋林飞、陆克平、陈洪（女）、陈广文、陈金飞、罗锋、岳海岩、赵勇、赵功民、赵展岳、胡伟、胡友林、胡克惠（女）、保育钧（蒙古族）、贾祥、桂晓风、徐自强、唐德华、黄英豪、黄景钧、崔波、梁慧星、彭玉（女）、董力、敬一丹（女）、景天魁、程津培、谢遐龄、戴舟（2004年7月25日逝世）[3]

2005年2月23日增补：
- 委员：冯延龄、伍绍祖、刘雅芝（女）、张福森、莫文秀（女）、高宗泽[6]

调整：
- 委员：卫建林由社会和法制委员会委员调整为文史和学习委员会委员[6]

2005年2月28日增补：
- 副主任：伍绍祖、张福森[7]

## 民族和宗教委员会
2003年3月15日通过主任、副主任15名：
- 主任：钮茂生（满族）
- 副主任（按姓氏笔画排序）：巴桑（女，藏族）、邓福村、刘柏年、江家福（壮族）、克尤木·巴吾东（维吾尔族）、李晋有、杨同祥、肖作福（满族）、闵智亭（2004年1月3日逝世）、陈广元（回族）、金日光（朝鲜族）、香根·巴登多吉（藏族）、夏日（蒙古族）、黄璜[4]

2003年3月14日通过委员70名：
- 委员（按姓氏笔画排序）：一诚、丁文方（回族）、万选蓉（女，彝族）、才旺扎西（藏族）、马洁（女，蒙古族）、马占山（回族）、马国超（回族）、王平（女）、瓦哈甫·苏来曼（哈萨克族）、方建平、巴德年（满族）、甘连舫（回族）、卢湖山（壮族）、叶小文、邝广杰、圣辉、吉狄马加（彝族）、伍贻业（回族）、任法融、伊丽苏娅（女，维吾尔族）、刘文甲（满族）、刘怀元、刘秀晨（回族）、刘明哲（黎族）、刘炳森（2005年2月15日逝世）、齐续春（满族）、安家瑶（女）、那仓·向巴昂翁·丹曲成来（藏族）、孙福（满族）、孙锡培、戒忍、李玉玲（女）、李国安、杨钊、何星亮、库尔班·艾尔西丁（维吾尔族）、张千一（朝鲜族）、陈杰（女，高山族）、陈勉（满族）、陈丽华（女，满族）、陈顺鹏、拉巴平措（藏族）、尚绍华（女）、季剑虹、金蔚（女）、金仁燮（朝鲜族）、金基鹏（回族）、金靖宇（满族）、学诚、净慧、房兴耀、赵振国（回族）、荣仕星（壮族）、珠康·土登克珠（藏族）、莫时仁（布依族）、徐颂陶、唐诚青、黄元河（壮族）、黄信阳、彭丽媛（女）、韩兴旺（撒拉族）、曹圣洁（女）、雷世银、嘉木扬·图布丹（蒙古族）、熊胜祥（普米族）、德德玛（女，蒙古族）、翦英海（维吾尔族）、薛光林（回族）、霍达（女，回族）、穆励（回族）[3]

2005年2月23日增补：
- 委员：刀述仁、马延军（女）、任玉岭、刘江、苏树辉、张卓、根通、傅先伟[6]

调整：
- 委员：余振贵（回族）、夏家骏（土家族）由提案委员会委员调整为民族和宗教委员会委员[6]
- 委员：陈杰（女，高山族）由民族和宗教委员会委员调整为港澳台侨委员会委员[6]

2005年2月28日增补：
- 副主任：圣辉、任法融、刘江[7]

2006年3月12日增补：
- 副主任：王思齐、陈洪（女）[8]

## 港澳台侨委员会
2003年3月15日通过主任、副主任15名：
- 主任：郭东坡
- 副主任（按姓氏笔画排序）：王永海、厉有为、刘亦铭、李赣骝、何少川、何添发、张伟超、张廷翰、张道诚、陈玉益、胡应湘、俞晓松、郭荣昌、廖泽云[4]

2003年3月14日通过委员50名：
- 委员（按姓氏笔画排序）：王巨禄、王志新、王晓玉、卞晋平、方俐洛（女）、邓培德、石四皓、叶乔波（女）、白淑湘（女）、乐美真、冯理达（女）、羊子林、许世铨、许坤元、孙宝启、李小和（女）、李炳才、杨思泽、吴国祯、吴承业、邱维廉、张茵（女）、张文中、张克俭、陈联合、林明江、林盛中、林嘉騋、欧阳华、周远楣（女）、胡克勤、施子清、施祥鹏、贺定一（女）、徐展堂、郭国庆、郭麟恭、唐闻生（女）、黄光汉、黄军军（女）、黄植诚（壮族）、黄紫玉（女）、彭磷基、董利翔（女）、韩汝琦、曾文仲、谢朝华、蔡国雄、蔡继明、瞿弦和[3]

2005年2月23日增补：
- 委员：李勇武、张闾蘅（女）、钟小健、侯伯文、戴德丰[6]

调整：
- 委员：陈杰（女，高山族）由民族和宗教委员会委员调整为港澳台侨委员会委员[6]
- 委员：羊子林由港澳台侨委员会委员调整为外事委员会委员[6]

2005年2月28日增补：
- 副主任：陈杰、唐闻生[7]

2006年3月12日增补：
- 副主任：陈明义[8]

## 外事委员会
2003年3月15日通过主任、副主任13名：
- 主任：刘剑锋
- 副主任（按姓氏笔画排序）：万永祥、马振岗、王淑贤（女）、李北海、杨正泉、吴建民、陈昊苏、张国祥、武韬（满族）、周可仁、原焘、俞云波[4]

2003年3月14日通过委员41名：
- 委员（按姓氏笔画排序）：丁人林、王立安、王昌义、王林旭、尤兰田（女）、石愚、车书剑、白钢、伍淑清（女）、刘明（壮族）、李兰（女）、李小林（女）、李敏宽、李静杰、杨俊文、谷永江、张永珍（女）、张吾乐、张宏喜、张虎生、张蕴岭、陆忠伟、陈乃芳（女）、武东和、苗耕书、袁明（女）、贾庆国、徐更生、徐锡澄、高金钿、高敬德、资华筠（女）、梅平、龚谷成、梁湜、蒋晓松、喻权域、蔡武、蔡名照、蔡来兴、潘占林[3]

2005年2月23日增补：
- 委员：王名、叶小钢、朱英璜、刘华秋、李大壮、张青林、赵启正、袁熙坤、高拴平[6]

调整：
- 委员：羊子林由港澳台侨委员会委员调整为外事委员会委员[6]

2005年2月28日增补：
- 副主任：刘华秋、赵启正[7]

## 文史和学习委员会
2003年3月15日通过文史资料委员会主任、副主任9名：
- 主任：桂世镛
- 副主任（按姓氏笔画排序）：邓成城、刘枫、刘济民、李仁臣、吴福、金开诚、龚心瀚、崔占福[4]

2003年3月14日通过文史资料委员会委员32名：
- 委员（按姓氏笔画排序）：丁振海、王晓秋、冯友（女）、刘庆柱、刘国能、刘景录（蒙古族）、李燕、李汉秋、李君如、李国强、李祖泽、李致忠、杨胜群、谷安林、张皎、张志新、张征宇、张德二（女）、张燕瑾、陈漱渝、范如玉、周秉德（女）、弥松颐、聂震宁、夏燕月（女）、郭理（女）、曹幸穗、曹鸿鸣、戚发轫、舒乙（满族）、游洛屏、梁晓声[3]

2005年2月23日增补文史资料委员会：
- 委员：王蒙、王茂祥、计佑铭、卢锡城、李崇富、杨波、汪继祥、张文彬、张宏遵、周敬东、赵少华（女）、姚珠珠（女）、贺美英（女）、海飞、董良翚（女）[6]

调整：
- 委员：卫建林由社会和法制委员会委员调整为文史和学习委员会委员[6]

2005年2月28日任命文史和学习委员会：
- 主任：王蒙[7]

增补文史和学习委员会：
- 副主任：计佑铭[7]

2006年3月12日增补：
- 副主任：范钦臣、程世峨（女）[8]

2007年2月28日增补文史和学习委员会：
- 副主任：钟起煌、桑结加[10]